# Leptophatnus lamelligena
Leptophatnus lamelligena là một loài tò vò trong họ Ichneumonidae.